# Кобзарський провулок (Київ)
Кобза́рський прову́лок — вулиця в Подільському районі міста Києва, місцевості Пріорка, селище Шевченка. Пролягає від Кобзарської вулиці до безіменного проїзду, який пролягає від Вишгородської вулиці до тупика.
Прилучаються вулиці Світязька і Красицького.

## Історія
Провулок виник у середині XX століття під назвою 129-а Нова вулиця. Сучасна назва — з 1953 року.